# Ha végeztél a világ megmentésével
A Ha végeztél a világ megmentésével (eredeti cím: When You Finish Saving the World) 2022-ben bemutatott amerikai dráma filmvígjáték, amelyet elsőfilmes rendezőként Jesse Eisenberg írt és rendezett. A film Eisenberg 2020-as, When You Finish Saving the World című hangjátékán alapul. A főbb szerepekben Julianne Moore, Finn Wolfhard, Jay O. Sanders, Alisha Boe, Billy Bryk és Eleonore Hendricks látható.
Világpremierje a 2022-es Sundance Filmfesztiválon volt, az Amerikai Egyesült Államokban 2023. január 20-án mutatta be az A24. Magyarországon a Maxon jelent meg 2025. május 30-án. Általánosságban pozitív visszajelzéseket kritikákat kritikusoktól.

## Cselekmény
A tizenhét éves indianai fiú, Ziggy Katz egy középiskolás diák, aki eredeti folk-rock dalokat ad elő egy internetes rajongótábornak. Ez a tevékenysége konfliktusba keveredik szigorú, formális édesanyjával, Evelynnel, aki egy családon belüli erőszak túlélőinek otthont vezet. Evelyn, aki távol érzi magát fiától, megpróbálja meggyőzni, hogy tartson vele és önkénteskedjen a menhelyen, de a fiú visszautasítja, és a jövedelmezőbb lehetőséget, az élő közvetítést választja. Ziggy megpróbál kapcsolatot teremteni Lilával, egy aktivista osztálytársával, akibe beleszeretett, és iskola után elmegy egy helyi politikai művészeti rendezvényre, ahol közelebb kerülhet a lányhoz. 
Lila azt tanácsolja neki, használja a platformját, hogy felhívja a figyelmet az aktuális problémákra, és felolvas egy verset a Marshall-szigetek gyarmatosításáról, amit a fiú értékel, és kölcsönkér tőle. Evelyn ugyanakkor találkozik a 17 éves Kyle-lal, aki az édesanyjával együtt tartózkodik a menhelyen. Evelynt lenyűgözi a fiú kedvessége, és felajánlja neki, hogy önkénteskedjen, így ösztöndíjat kaphat az ohiói Oberlin College-ba, Kyle azonban vonakodik, inkább az apja garázsában szeretne dolgozni.
Evelyn elkíséri Kyle-t a városba önkéntes munkát végezni, és ők ketten nagyon közel kerülnek egymáshoz, Evelyn egyre inkább anyáskodik a fiú felett, míg eközben Ziggy és Evelyn között egyre nő a feszültség. Ziggy megzenésíti Lila versét, és egy délután eljátssza neki. Aznap este, miután Ziggy nem hajlandó vacsorát enni, mert élőben szeretne közvetíteni, Evelyn titokban elviszi a meg nem evett vacsoráját, hogy odaadja Kyle-nak a menhelyen, aki visszautasítja, mert már korábban megvacsorázott. 
Másnap reggel Kyle édesanyja összetűzésbe kerül Evelynnel, és azt mondja neki; ne gyakoroljon nyomást Kyle-ra, hogy az Oberlin College-ba járjon, mivel a fiú az apja garázsában akar dolgozni. Evelyn értetlenkedve hívja fel Kyle-t, miközben az iskolában van, és a fiú megerősíti a helyzetét. Ezzel egy időben Ziggy elmondja Lilának – a csatornáján sugározta a dalt, azzal dicsekedve, hogy felhívta a figyelmet a problémára és hasznot húzott belőle, Lila nagy csalódására. Aznap délután Ziggy meglátogatja a menhelyet, miközben az anyja a régi videóit nézi, majd észreveszi a közelben, és szemtől szembe találkoznak.

## Szereplők
| Szerep | Színész            | Magyar hang      |
| ------ | ------------------ | ---------------- |
| Evelyn | Julianne Moore     | Spilák Klára     |
| Ziggy  | Finn Wolfhard      | Bogdán Gergő     |
| Kyle   | Billy Bryk         | Kretz Boldizsár  |
| Lila   | Alisha Boe         | Magyar Viktória  |
| Jackie | Jack Justice       |                  |
| Roger  | Jay O. Sanders     | Schneider Zoltán |
| Angie  | Eleonore Hendricks |                  |
| Cath   | Catherine Haun     |                  |
| Cyril  | Annacheska Brown   |                  |
| Becky  | Sara Anne          |                  |

### Magyar változat
- Magyar szöveg: Pallinger Emőke
- Hangmérnök: Donka Richárd és Bederna László
- Vágó: Pilipár Éva
- Gyártásvezető: Farkas Márta
- Szinkronrendező: Hirth Ildikó
- Produkciós vezető: Jávor Barbara

A szinkront a Direct Dub Studios készítette el.

## A film készítése
2020. április 9-én Jesse Eisenberg, Finn Wolfhard és Kaitlyn Dever szerepet kaptak az Audible hangjátékban, When You Finish Saving the World címmel, amelyet Eisenberg írt. A történet három családtag szemszögéből mesélődik el, különböző élethelyzetekben, az audiodráma 2020. augusztus 4-én jelent meg.
Emellett tervben volt az audiókötet komédia-drámaként való adaptálása is film formájában, Ha végeztél a világ megmentésével címmel. A filmben Julianne Moore és Finn Wolfhard alakították az anya-fia párost, a rendezést és a forgatókönyvet Eisenberg vállalta, míg a produceri munkát Julianne Moore, Emma Stone és Dave McCary látták el Fruit Tree nevű produkciós cégükön keresztül. A filmadaptáció a jelenben játszódik, és elsősorban az anya és fia kapcsolatára fókuszál, miközben bizonyos részletek változatlanok maradtak, például az, hogy Ziggy édesanyja egy bántalmazott nőknek fenntartott menhelyet vezet, ahogy az a hangoskönyvben is szerepel.
2020 augusztusában bejelentették, hogy az A24 vállalat finanszírozza, gyártja és forgalmazza a filmet. Ez a projekt Jesse Eisenberg játékfilmes rendezői debütálása is egyben. Julianne Moore és Finn Wolfhard szereplését – anya és fia szerepében – már 2020 áprilisában megerősítették. Billy Bryk 2020 decemberében, míg Alisha Boe 2021 januárjában csatlakozott a szereplőgárdához, de karaktereik pontos szerepeit nem hozták nyilvánosságra. 2020 novemberében a film előkészületi munkálatai Albuquerque-ben zajlottak, a forgatás 2021 januárjában kezdődött. A forgatás 2021 márciusában fejeződött be.

## Bemutató
A filmet 2022. január 20-án mutatták be a Sundance Filmfesztiválon. Az első előzetes 2022. november 29-én jelent meg. 2023. január 20-án mutatták be az Amerikai Egyesült Államokban korlátozott számú mozikban és VOD-on. Az Egyesült Államokban 2024. március 28-án debütált a Netflixen.